# 蚂蚁山遗址
蚂蚁山遗址，位于中国青海省海东市乐都区碾伯镇北门村，为青海省市县级文物保护单位，公布日期为1983年5月23日，类型为古遗址。
蚂蚁山遗址的历史年代为青铜时代。